# Tanzausbildung
Als Tanzausbildung wird gemeinhin die Ausbildung zum klassischen oder modernen/zeitgenössischen Bühnentänzer bzw. Tanzpädagogen verstanden. Obwohl es für diese Ausbildungswege weder verbindliche Lehrpläne noch geschützte Berufsbezeichnungen für Tänzer und Tanzpädagogen gibt, finden sich bei der Mehrzahl der Ausbildungsschulen ähnliche Lehrpläne.

## Ausbildung für klassischen Tanz
Parallel zur Geschichte der Entwicklung des klassischen Balletts entwickelte sich auch die Ausbildung zum Ballett-Tänzer. Angesichts des außergewöhnlich detailreich ausformulierten klassischen Ballett-Trainings ist auch die Ballettausbildung am lückenlosen und perfekten Erlernen des kompletten Aufbaus des klassischen Ballett-Trainings ausgerichtet und erstreckt sich in der Regel über mehrere Jahre. Viele Schulen sprechen daher auch beim sog. Kinderballett bereits von einer Berufsausbildung. Nicht zuletzt deshalb wird von den meisten Vertretern des klassischen Balletts die These vertreten, das klassische Ballett sei Grundlage und Voraussetzung für jede (also auch zeitgenössische) Form des Tanzes. Als Beleg wird hierfür die Tatsache herangezogen, dass traditionell klassische Companien auch zeitgenössisches Repertoire spielen wie etwa das Bayerische Staatsballett Werke von Forsythe. Die heute in Deutschland am weitesten verbreiteten Unterrichtssysteme für klassisches Ballett sind die Waganowa-Methode und die Methode nach RAD (Royal Academy of Dance). Während die Methode RAD insbesondere im Bereich des Kinderballetts sehr verbreitet ist, orientiert sich die Mehrheit der (staatlichen) Ballettakademien an der Waganowa-Methode. Die in Deutschland wichtigsten Akademien sind die John Cranko-Schule in Stuttgart, die Ballettschule des Hamburg Ballett, die Ballett-Akademie München, die Staatliche Ballettschule Berlin, Palucca Hochschule für Tanz Dresden (diese fünf werden in Deutschland auch die „Big five“ genannt und stellen die wichtigsten Ausbildungschulen dar), die Hochschule für Musik und Darstellende Kunst Frankfurt und die Hochschule für Musik in Mannheim.

## Ausbildung für zeitgenössischen Tanz
Die Ausbildung für zeitgenössischen Tanz ist noch vergleichsweise jung und in der Hauptsache aus dem natürlichen Bedürfnis von zeitgenössischen/modernen Choreografen entstanden, Tänzer für diese ästhetisch völlig neue Form des Tanzes auszubilden. Im Gegensatz zur stilisierten und formalisierten Bewegungsästhetik des klassischen Tanzes generiert der zeitgenössische Tanz seine Ästhetik zunächst aus der natürlichen Bewegungsdynamik des Körpers. Aus dieser Bedingung heraus ergibt sich für die Ausbildung, dass nicht so sehr das technische Reproduzieren von Bewegungsfertigkeiten im Mittelpunkt steht, sondern die Fähigkeit, immer neue Bewegungsformen zu entwickeln und interpretieren zu können. Die großen Schulen in Deutschland nehmen für das Hauptstudium in der Regel junge Erwachsene (Alter 16–21) für ein drei bis vierjähriges Studium an. Gute Vorkenntnisse in klassischem und zeitgenössischem Tanz werden vorausgesetzt und in einer Aufnahmeprüfung getestet. Der Lehrplan der meisten Schulen ist geprägt vom Gleichklang aus klassischem Ballett und unterschiedlichen zeitgenössischen Techniken. Im Gegensatz zur sehr technisch strukturierten Ballettausbildung fokussieren die meisten zeitgenössischen Schulen auch kreative Fächer (Choreografie) und sogenannte Körperbewusstseinstechniken (Yoga, Floor Barre, Feldenkrais u. a.) sowie akademische Fächer zur Tanztheorie. Maßgeblich für die zeitgenössische Tanzausbildung in Deutschland sind die staatlichen Schulen Folkwangschule in Essen, Palucca Schule in Dresden, Hochschule für Musik in Frankfurt am Main, die Hochschule für Musik und Tanz Köln sowie die privaten Schulen DANCEWORKS berlin und die Iwanson Schule in München.

## Ausbildung für Choreografie
Traditionell ist eine konkrete Ausbildung zum Choreografen nicht bekannt, obwohl Literatur hierzu seit dem 18. Jahrhundert vorliegt. Die überwiegende Mehrheit der heute aktiven Choreografen hat selbst eine Vergangenheit als Tänzer. Dies darf aber nicht so aufgefasst werden, dass Choreografie eine zweite berufliche Möglichkeit für Tänzer nach dem altersbedingten Ende ihrer Laufbahn sei. Im Gegenteil hat sich gezeigt, dass später erfolgreiche Choreografen bereits während der Ausbildung kleinere Arbeiten (tryouts, choreografische Werkstatt etc.) gestaltet haben. Die Hochschulen bieten heute in der Regel entsprechende Möglichkeiten für ihre Studenten an, sich choreografisch zu versuchen. An den Stadttheatern haben sich in den letzten Jahrzehnten Veranstaltungsreihen wie 'Junge Choreografen' herausgebildet, in denen sich Mitglieder des Ensembles mit Tänzerkollegen und dem gut ausgestatteten Apparat des Theaters choreografisch beweisen können. Als das wohl erfolgreichste Modell für die Entwicklung von choreografischen Persönlichkeiten darf die Stuttgarter Noverre Gesellschaft genannt werden. Die Noverre Gesellschaft fördert seit 1958 junge, künstlerisch und choreografisch hochbegabte Persönlichkeiten, indem sie ihnen eine Plattform bietet, erste Arbeiten zu gestalten. Choreografen von Weltruf wie John Neumeier, Jiří Kylián, William Forsythe und Pina Bausch präsentierten hier und beim (nicht mehr existierenden) Choreographischen Wettbewerb in Köln ihre ersten Werke. Im Rahmen des Tanzplan Deutschland hat der Tanzplan Hamburg auf Kampnagel ein Zentrum von Choreografieentwicklung und -vermittlung gegründet.

## Ausbildung für Musical-Tanz
Musical Ausbildungen sind in der Folge des Erfolges von großen Musical-Inszenierungen wie Cats oder Das Phantom der Oper entstanden. Dem Rollenverständnis entsprechend werden in der Mehrzahl der Musicals vom Musical-Darsteller sehr gute Fähigkeiten in Gesang, Tanz und Schauspiel erwartet. Entsprechend breit ist in der Regel die Musical Ausbildung angelegt.

## Ausbildung in Tanzpädagogik
Qualifikationen im Bereich der Tanzpädagogik lassen sich sowohl in Form eines Studiums als auch im Rahmen nicht-universitärer Aus- und Weiterbildung erlangen. Bachelor oder Master-Studiengänge, die auch tanzpädagogische Inhalte umfassen, werden angeboten an der Deutschen Sporthochschule in Köln, an der Hochschule für Musik und Darstellende Kunst Frankfurt am Main, an der Staatlichen Hochschule für Musik und Darstellende Kunst in Mannheim, an der Folkwang Universität der Künste in Essen und an der Palucca Hochschule für Tanz Dresden. Darüber hinaus bieten einige Verbände und Akademien berufsbegleitende Fortbildungen zum Tanzpädagogen an: wie der Deutsche Bundesverband Tanz (DBT), die Akademie Remscheid und das Off-Theater nrw – Akademie für Theater, Tanz und Kultur in Neuss. Der Deutsche Berufsverband für Tanzpädagogik (DBfT) hat ein eigenes Qualifizierungsprogramm entwickelt. Darüber hinaus gibt es eine Reihe weiterer Institutionen und Vereine, die eigene tanzpädagogische Fortbildungsgänge konzipiert haben.